# Amanda Lear
Amanda Lear (n. 18 iunie 1939, Sài Gòn, Vietnam) este o cântăreață, textieră, pictoriță, prezentatoare de televiziune, actriță și fostă model franceză.
Și-a început cariera profesională ca model, la mijlocul anilor 1960, și a continuat să defileze pentru Paco Rabanne, Ossie Clark, și alții. L-a cunoscut pe pictorul suprarealist spaniol Salvador Dalí, și a rămas cea mai apropiată prietenă și muză a acestuia timp de aproape 20 de ani. Lear a intrat pentru prima dată în atenția publicului ca model de copertă pentru albumul Roxy Music, For Your Pleasure, în 1973. De la mijlocul anilor 1970 până la începutul anilor 1980, a fost o vedetă disco care a vândut milioane de albume, semnând cu Ariola Records, având un impact în principal în Europa continentală și Scandinavia. Primele patru albume ale lui Lear i-au adus popularitate în mainstream, intrând în top 10 al clasamentelor europene, inclusiv cel mai bine vândut Sweet Revenge (1978). Printre cele mai mari hituri ale sale se numără „Blood and Honey”, „Tomorrow”, „Queen of Chinatown”, „Follow Me”, „Enigma (Give a Bit of Mmh to Me)”, „The Sphinx” și „Fashion Pack”.
Acuzațiile că Lear este travestit, drag queen sau intersexual au circulat încă de la începutul carierei sale. Presupusul său trecut transgender a fost comentat chiar de Salvador Dalí, și remarcat în mass-media și în biografiile celor care au cunoscut-o pe Lear mai devreme în viață, inclusiv Dalí; autorul Ian Gibson i-a dedicat un întreg capitol lui Lear în biografia sa despre Dalí.
Unele surse spun că Dalí a sponsorizat operația de schimbare de sex a lui Lear în Casablanca, în 1963, efectuată de Georges Burou, și, de asemenea, că Dalí i-a inventat numele de scenă, un joc de cuvinte din limba catalană: „L'Amant de Dalí” („iubitul lui Dalí”).

## Discografie
- 1977: I Am a Photograph
- 1978: Sweet Revenge
- 1979: Never Trust a Pretty Face
- 1980: Diamonds for Breakfast
- 1981: Incognito
- 1982: Ieri, oggi
- 1983: Tam-Tam
- 1985: A L
- 1986: Secret Passion
- 1989: Uomini più uomini
- 1989: Tant qu'il y aura des hommes
- 1989: Super 20
- 1991: The Collection
- 1993: Cadavrexquis
- 1995: Alter Ego
- 1998: Back in Your Arms
- 2001: Heart
- 2003: Tendance
- 2005: Forever Glam!
- 2005: Sings Evergreens
- 2006: The Sphinx – Das Beste aus den Jahren 1976–1983
- 2006: With Love
- 2009: Brief Encounters
- 2009: Brand New Love Affair
- 2012: I Don't Like Disco
- 2014: My Happiness
- 2016: Let Me Entertain You
- 2021: Tuberose